# Faleniu
Faleniu är en ort i Amerikanska Samoa (USA).   Den ligger i distriktet Västra distriktet, i den västra delen av landet, 8 km sydväst om huvudstaden Pago Pago. Faleniu ligger 48 meter över havet och antalet invånare är 3 200. Den ligger på ön Tutuila Island.
Terrängen runt Faleniu är kuperad åt nordväst, men åt sydost är den platt. Havet är nära Faleniu åt sydost.  Närmaste större samhälle är Tāfuna, 2,7 km öster om Faleniu. 